# Falkla bacillata
Falkla bacillata is een platworm (Platyhelminthes). De worm is tweeslachtig. De soort leeft in het zoute water.
Het geslacht Falkla, waarin de platworm wordt geplaatst, wordt tot de familie Koinocystididae gerekend. De wetenschappelijke naam van de soort werd voor het eerst geldig gepubliceerd in 1952 door Karling.